# Bobbi McCaughey
Bobbi McCaughey, ameriška rekorderka * 1968, ZDA.
McCaugheyjeva je 19. novembra 1997 rodila sedmerčke, dogodek je bil široko medijsko podprt. Vsi novorojenci so preživeli. 
| Vrstni red rojstva | Čas rojstva | Porodna teža | Ime                    |
| ------------------ | ----------- | ------------ | ---------------------- |
| 1                  | 12:48 p.m.  | 1,5 kg       | Kenneth (Kenny) Robert |
| 2                  | 12:49 p.m.  | 1,2 kg       | Alexis May             |
| 3                  | 12:50 p.m.  | 1,2 kg       | Natalie Sue            |
| 4                  | 12:51 p.m.  | 1,2 kg       | Kelsey Ann             |
| 5                  | 12:52 p.m.  | 1,4 kg       | Nathan Roy             |
| 6                  | 12:53 p.m.  | 1,3 kg       | Brandon James          |
| 7                  | 12:54 p.m.  | 1,3 kg       | Joel Steven            |